# Мартьян (мыс)
Мартья́н (укр. Мартьян, крымскотат. Martyan, Мартьян) — мыс на южном берегу Крыма, на территории которого расположен одноименный природный заповедник и Никитский ботанический сад.